# Silvério Fernandes de Araújo Jorge
Silvério Fernandes de Araújo Jorge (Marechal Deodoro, 20 de julho de 1817 — Recife, 9 de julho de 1893) foi um magistrado e político brasileiro.

## Biografia
Nasceu na cidade de Alagoas, sede da antiga comarca e primeira capital da província de mesmo nome, hoje denominada Marechal Deodoro, filho único de Antônio Fernandes Jorge de Oliveira e de Maria Teresa de Abreu Araújo.
Em 1834, aos dezessete anos de idade, matriculou-se no Seminário de Olinda, e, no mesmo ano, prestou exames preparatórios para ingressar na Faculdade de Direito, na qual matriculou-se em 14 de março do ano seguinte. Em 1839 transferiu-se para a Faculdade de Direito de São Paulo e graduou-se bacharel em 29 de outubro de 1840.
Foi nomeado promotor público da comarca de Maceió em 1842, cargo que exerceu até 1845. No final de agosto deste ano, procurou o presidente da Província, Henrique Marques de Oliveira Lisboa, e comunicou a ele que lançaria no dia 1º de setembro o jornal oposicionista "Voz Alagoense". Foi demitido sumariamente. O jornal circulou somente até os primeiros meses do ano seguinte. Assumiu, em março de 1847, o cargo de procurador fiscal da Tesouraria de Alagoas, onde permaneceu até 18 de setembro do mesmo ano. Em decreto de 24 de agosto de 1848 foi nomeado juiz municipal e de órfãos dos termos reunidos de Penedo e Traipu, sendo removido, a pedido, em decreto de 2 de novembro do mesmo ano, para o termo de Maceió. Em 22 de agosto de 1850 foi escolhido juiz de direito da comarca de Cuiabá e chefe de polícia da província de Mato Grosso, transferido para a Paraíba, por decreto de 28 de outubro de 1853, para cargo idêntico, e, por igual ordem de 28 de setembro do ano seguinte, para a comarca de Oeiras, no Piauí, remoção esta logo tornada sem efeito, substituída por outra, em 5 de outubro do mesmo ano, para a comarca de Atalaia, em sua província natal.
Concorreu às eleições a deputado geral pela província de Mato Grosso, elegendo-se para a legislatura de 1853-1856. Voltou à Assembleia Geral na legislatura seguinte, desta vez, por sua província natal. Terminado o mandato, retomou seu cargo de juiz em Atalaia. Em 6 de novembro de 1872 foi transferido para Maceió, exercendo o cargo de juiz dos feitos da Fazenda Geral e Provincial de Alagoas, durante o ano  de 1865. Em reconhecimento aos seus serviços por sua província, o imperador agraciou-o com a comenda da Imperial Ordem da Rosa, por dec. de 30 de março de 1867.
Em 18 de julho de 1868, foi nomeado primeiro vice-presidente da província, vindo a assumir interinamente a administração da província nove dias depois, até 2 de outubro do mesmo ano, passando-a para o presidente escolhido, José Bento da Cunha Figueiredo Júnior, e novamente em 2 de junho de 1871, quando o último foi exonerado, até a posse do novo presidente, Silvino Elvídio Carneiro da Cunha. Foi exonerado do cargo por dec. de 26 de abril de 1873.
Como fundador e seu primeiro presidente, dirigiu a sessão de instalação do Instituto Histórico e Geográfico de Alagoas, o terceiro a ser criado no Brasil, em 2 de dezembro de 1869. Permaneceu à frente do instituto até 19 de julho de 1872, pois decreto de 5 de junho nomeara-o desembargador da Relação do Maranhão. Prestou juramento e tomou posse no dia 30 do mês seguinte, sendo ainda, a 3 de novembro, removido para a Relação de Pernambuco, onde tomou posse em 18 de dezembro.
Foi removido para a Relação de Fortaleza, em 6 de novembro de 1873. Ali exerceu os cargos de procurador da Coroa, Soberania e Fazenda Nacional, em decreto de 28 de julho de 1875, e presidente, em dec. de 1 de fevereiro de 1876. Em 18 de outubro do mesmo ano, foi agraciado com o título do Conselho.
Contam do desembargador Araújo Jorge, na sua passagem pela presidência da Relação de Fortaleza, o seguinte fato, que se relaciona com a destacada individualidade do direitista cearense Luís Francisco de Miranda. O então desconhecido “mestre de ferreiro de Tamboril” havia requerido a provisão de advogado que, pelo tempo adiante, o tornaria tão famoso e temido nas lides do foro. O desembargador Silvério, sobremodo exigente na concessão de tais provisões, ao ter ciência da pretensão de Luís de Miranda, mandou chamá-lo ao seu gabinete e com o mesmo travou demorada conversação, levando-o para o terreno do Direito. E, horas a fio, a palestra prolongou-se, por vezes tornando-se acalorada. Não foi difícil para o presidente da Relação aquilatar do preparo jurídico do pretendente e, dias depois, quando deveriam ter lugar as provas regulamentares para a conquista da provisão impetrada, ordenou o desembargador Silvério que fosse expedida a “carta de provisão”, independentemente de quaisquer outras formalidades.
Retornou para a Relação de Pernambuco por dec. de 24 de novembro de 1877 e se tornou procurador da Coroa, Soberania e Fazenda Nacional a partir de 25 de março de 1881.
Em decreto de 27 de novembro de 1886, foi nomeado ministro do Supremo Tribunal de Justiça, preenchendo a vaga ocorrida com a aposentadoria concedida a José Matoso de Andrade Câmara; tomou posse em 23 de fevereiro do ano seguinte. Foi aposentado em dec. de 19 de setembro de 1888. Em 8 de novembro, recebeu do imperador a Grã-Cruz da Imperial Ordem de Cristo.
Faleceu aos 76 anos, cego, em Recife, e seu corpo foi sepultado no cemitério público da mesma cidade. Era casado desde 1840 com Maria Vitória Nascimento Pontes, falecida em 31 de outubro de 1909, com quem teve onze filhos, dentre os quais o historiador Adriano Augusto de Araújo Jorge. Outro descendente seu foi o poeta J. G. de Araújo Jorge.